# Tekkonkinkreet
Tekkonkinkreet (jap. 鉄コン筋クリート Tekkonkinkurīto) – manga autorstwa Taiyō Matsumoto, publikowana w latach 1993–1994 na łamach magazynu „Big Comic Spirits”, a później wydana w trzech tankōbonach w okresie od 7 lutego do 30 maja 1994. W Polsce prawa do jej dystrybucji nabyło wydawnictwo Waneko.
Nazwa serii jest akronimem japońskich słów tekkin konkurito, oznaczających zbrojony beton. Aby podkreślić, że głównymi bohaterami są dzieci, zniekształcono je w sposób podobny do ich brzmienia w nieporadnej, dziecięcej wymowie. 
W oparciu o mangę powstał też pełnometrażowy film anime, który premierę miał 22 grudnia 2006. W 2008 roku został wynagrodzony Nagrodą Japońskiej Akademii Filmowej za rok 2007.

## Fabuła
Miejscem akcji jest nieokreślona bliżej japońska metropolia, w której pośród dzielnic pełnych luksusowych osiedli zachowała się jeszcze część zwana Miastem Skarbów, gdzie kwitnie przestępczość, pokątny handel, hazard, pełno jest agencji towarzyskich i klubów ze striptizem, a realną kontrolę nad porządkiem publicznym sprawują grupki na wpół zdziczałych nastoletnich sierot, koegzystujących z miejscowymi gangami. W tej grupie największy postrach budzi duet znany jako Koty, który tworzą dziecinny i dobroduszny Biały, mający jedenaście lat, oraz jego czternastoletni kolega Czarny, znany z brutalności i bezwzględności wobec intruzów, ale zarazem niezwykle opiekuńczy wobec Białego. Główną osią fabuły są wysiłki yakuzy, aby przejąć kontrolę nad Miastem Skarbów, czemu bardzo stanowczo sprzeciwia się Czarny. W tle tego konfliktu rozgrywają się również wewnętrzne spory wewnątrz samej mafii. 

## Ekranizacja
Za reżyserię filmu pełnometrażowego odpowiadał Michael Arias oraz jego asystent Hiroaki Ando, za adaptację scenariuszową – Anthony Weintraub, natomiast za muzykę – brytyjski duet Plaid. Film został wyprodukowany przez Studio 4°C, a prawa do globalnej dystrybucji zakupiło Sony Pictures Entertainment. W 2008 roku film zdobył Nagrodę Japońskiej Akademii Filmowej za rok 2007 w kategorii najlepszy film animowany. 

### Obsada (oryginalny dubbing japoński)
- Kazunari Ninomiya jako Czarny / Minotaur
- Yū Aoi jako Biały
- Yūsuke Iseya jako Kimura
- Kankuru Kudo jako Sawada
- Min Tanaka jako „Szczur” Suzuki
- Rokurō Naya jako dziadek
- Tomomichi Nishimura jako Fujimura
- Mugihito jako Szef
- Nao Omori jako Choco
- Masahiro Motoki jako Wąż